# Бедренец ароматный
Бе́дренец ароматный (лат. Pimpinella aromatica) — двулетнее травянистое растение, вид рода Бедренец (Pimpinella) семейства Зонтичные (Apiaceae).

## Распространение и экология
Ареал вида охватывает Дагестан и Восточное Закавказье. Эндемик. Описан из Курт-булака.
Произрастает на сухих глинистых и каменистых склонах, среди кустарников.

## Биологическое описание
Корень вертикальный или восходящий, толщиной около 5 мм. Стебель высотой 20—70 см, одиночный, от середины ветвистый, с косо вверх направленными ветками.
Прикорневые и нижние стеблевые листья перистые, на черешках, в очертании продолговатые, длиной 15—30 см, шириной 1,5—4 см, с 3—7 парами листочков, последние на черешочках, широкообратно-клиновидные, неровно и остро-зубчатые или перисто-надрезанные, пластинка длиной 0,8—2 см, шириной в верхней части 0,5—1,5 см. Верхние — сидячие, более мелкие с линейными долями.
Зонтики в поперечнике 2—4 см, с 5—10 почти одинаковыми по длине, плотно-волосистыми лучами. Обёртки и обёрточки отсутствуют. Лепестки белые, на спинке плотно опушённые, выемчатые.
Плоды плотно волосистые, широкояйцевидные, длиной 2,5 мм, шириной 2 мм. Столбики прямые, во много раз длиннее подстолбия, расходящиеся.

## Таксономия
Вид Бедренец ароматный входит в род Бедренец (Pimpinella) семейства Зонтичные (Apiaceae) порядка Зонтикоцветные (Apiales).
|  |                                      |  |                                                             |                                                             |                     |  | ещё 8 семейства (согласно Системе APG II) | ещё 8 семейства (согласно Системе APG II) |                        |  |  |  | ещё около 150 видов |
|  |                                      |  |                                                             |                                                             |                     |  | ещё 8 семейства (согласно Системе APG II) | ещё 8 семейства (согласно Системе APG II) |                        |  |  |  | ещё около 150 видов |
|  |                                      |  |                                                             | порядок Зонтикоцветные                                      |                     |  |                                           |                                           | род Бедренец           |  |  |  |                     |
|  |                                      |  |                                                             | порядок Зонтикоцветные                                      |                     |  |                                           |                                           | род Бедренец           |  |  |  |                     |
|  | отдел Цветковые, или Покрытосеменные |  |                                                             |                                                             | семейство Зонтичные |  |                                           |                                           | вид Бедренец ароматный |  |  |  |                     |
|  | отдел Цветковые, или Покрытосеменные |  |                                                             |                                                             | семейство Зонтичные |  |                                           |                                           |                        |  |  |  |                     |
|  |                                      |  | ещё 44 порядка цветковых растений (согласно Системе APG II) | ещё 44 порядка цветковых растений (согласно Системе APG II) |                     |  |                                           | ещё более 300 родов                       | ещё более 300 родов    |  |  |  |                     |
|  |                                      |  |                                                             | ещё 44 порядка цветковых растений (согласно Системе APG II) |                     |  |                                           |                                           | ещё более 300 родов    |  |  |  |                     |